# 2012年10月

## 10月1日
- 8时30分，京津塘高速公路天津武清段，一北京牌照中巴车（京B10475），与前方一河南牌照的集装箱货车（豫P06119）追尾，中巴车起火，车上5名德国人和1名中国司机死亡，14人受伤。

## 10月3日
- 日本石油資源開發公司（JAPEX）今宣布，在秋田縣由利本莊市的油氣田泥岩層成功挖掘到頁岩油。此為日本首度挖掘出頁岩油。中央社
- 南韓「朝鮮日報」今引述美國「時代」雜誌（Time）報導，美國分別向中國東海釣魚島和南海南沙群島派遣航空母艦，此將可視為「美國全面介入亞洲領土紛爭」的信號。中央社
- 美國國家航空暨太空總署（NASA）的火星探測車「好奇號」（Curiosity）今在太空環境裡體現了「後PC革命」真諦，透過社交應用程式（Foursquare），在火星上「打卡」（check-in）。中央社引述法新社（页面存档备份，存于）
- 天文学家通过美国宇航局斯皮策红外空间望远镜测得迄今最精确的哈勃常数。腾讯科学（页面存档备份，存于）

## 10月4日
- 民进党前主席谢长廷以私人身份前往中国大陆访问。凤凰网（页面存档备份，存于）
- 美國加州大學洛杉磯分校科學家表示，已發現證據，顯示有一恆星在銀河系中心黑洞周遭繞行，此為迄今為止，所發現距離黑洞最近的恆星。此項發現將幫助他們檢驗愛因斯坦廣義相對論，以及其對黑洞會如何扭曲時間和空間的預測。中央社
- 歐盟執委會能源事務執委歐汀納公布，歐盟會員國核電廠壓力測試結果報告說明，有121座核反應爐之防震設施需改進，另81座缺乏因應緊急狀況的設備，此報告只提及了有翻修的可能，但無關閉任何一座核電廠的客觀建議。中央社新华网 Archive.today的存檔，存档日期2013-04-28
- 云南省彝良县龙海乡镇河村油房村民小组发生山体滑坡，油房小学教学楼全部被掩埋，18名学生埋在垮塌的教学楼内。另有学校附近一农舍民众被掩埋。后经搜索19人全部遇难。中国新闻网（页面存档备份，存于）中国新闻网（页面存档备份，存于）

## 10月5日
- 中國新疆地礦部門和礦產企業經4年勘查，日前在新疆若羌縣發現百萬噸級特大型鎳礦，已探得鎳金屬資源量128萬噸。中央社引述新華社
- 日本媒體引述「科學」雜誌（Science）電子版，京都大學成功地從誘導多功能幹細胞（iPS細胞）培育出卵子，並利用體外受精，讓實驗鼠生出小鼠。其為世界首度完成類似之實驗，此將有助於不孕症之研究。中央社

## 10月6日
刑事案件
- 河北省保定市南市区五尧乡东五尧村一居民小区18号楼发生的爆炸案，截至10月7日已造成27人受伤，8人死亡。警方初步认定这是一起非法制造、储存雷管的刑事案件。犯罪嫌疑人葛金水、王芳投案自首。新华网（页面存档备份，存于）中国新闻网（页面存档备份，存于）新华网（页面存档备份，存于）新京报（页面存档备份，存于）
- 据韩国联合通讯社报道，朝鲜一名士兵6日越过京义线韩朝共同管理区的军事分界线逃到韩国。据称，他在逃到韩国之前开枪射杀了上级。新华网首尔（页面存档备份，存于）
- 浙江省慈溪市周巷镇城中村东黄东沙路18号发生一起恶性故意杀人案，一村民家祖孙三代3人被刺死于家中。新华网（页面存档备份，存于）

时政新闻
- 国务院台办发言人杨毅应询时表示，国务院台办主任王毅6日在北京与谢长廷见面。王毅介绍了大陆发展现状和前景，说明了大陆的对台方针政策。双方都认为见面是有益的。谢长廷是以个人身份、以台湾维新基金会董事长名义来大陆参访的。新浪转载新华（页面存档备份，存于）

事故
- 尼日利亚奥贡州首府阿贝奥库塔发生一起交通事故，有18人当场死亡，另有2人在送往医院途中死亡。新华网 Archive.today的存檔，存档日期2013-04-28

## 10月7日
事故
- 苏丹一架载有20人的安东诺夫安-12型军用飞机因技故障在喀土穆省恩图曼市坠毁，造成至少17人遇难。新浪转载新华（页面存档备份，存于）
- 青银高速青岛方向临淄出口西500米处，一辆核载53人的大客车发生侧翻，已经造成14人死亡。新浪网（页面存档备份，存于）
- 瑞典厄勒布鲁市镇的一热电厂发生大火，导致热电厂的涡轮机发生爆炸。新浪（页面存档备份，存于）
- 一辆湖北荆州籍液化气槽罐车，在湖南境内常吉高速官庄段1116公里+17米处地穆庵隧道口前方发生侧翻，后液化气槽罐车发生泄露引发爆炸，事故共造成5死2伤。液化气槽罐车发生侧翻时当场造成2人死亡。救援过程中，液化气槽罐车发生泄露，引发爆炸，造成沅陵武警消防中队2名消防战士和1名合同制消防员殉职，2人受伤。中国新闻网（页面存档备份，存于）
- 福州马尾经济开发区一工地突然发生脚手架坍塌事故，4名工人被坍塌的钢架埋压，经过一小时救援，4名被困人员被救出。中国新闻网（页面存档备份，存于）
- 济广高速鹰潭瑞金段宁都县境内发生一起汽车追尾事故，造成5人死亡2人受伤，其中4人为香港籍，另外3人为安徽等地人。新华网 Archive.today的存檔，存档日期2013-04-28

交通
- 河南省收费公路专项清理工作领导小组7日宣布，从8日零时起，郑州黄河公路大桥终止收取通行费。这意味着作为河南省第一条收费桥梁，郑州黄河公路大桥将结束26年的收费历史，正式回归公益。总投资1.78亿元的郑州黄河公路大桥，1996年已经全部还清贷款，违规收费14.5亿元。新浪（页面存档备份，存于）中国新闻网（页面存档备份，存于）

政治和选举
- 委内瑞拉近1900万选民当地时间7日6时开始走进全国13810个投票站，选举新一任总统，最终选举结果将在当天晚上揭晓。新华网 Archive.today的存檔，存档日期2013-04-28

钓鱼岛
- 据台湾“中广网”10月7日报道，日本《读卖新闻》报道称，为防止台湾地区在钓鱼岛问题上与大陆联手，日本决定在年底前与台重启中断3年的渔业谈判。谈判主要涉及钓鱼岛周边海域的捕鱼规定，并不涉及主权问题。环球网（页面存档备份，存于）

军事
- 据韩联社报道，韩国青瓦台外交安全首席秘书官千英宇7日举行新闻发布会，发表了《新导弹政策宣言》，根据宣言，韩国弹道导弹射程将从目前的300公里延长至800公里，航程300公里以上无人机（UAV）搭载重量也将从500公斤增加为5.2吨。中国新闻网（页面存档备份，存于）

## 10月8日
政治和选举
- 乌戈·查韦斯赢得2012年委内瑞拉总统选举，第四次当选委内瑞拉总统。网易

奖项与荣誉
- 日本科学家山中伸弥与英国科学家约翰·格登（John B. Gurdon）共同获得2012年诺贝尔生理学或医学奖。网易中央社

刑事案件
- 伊斯坦布尔经乌鲁木齐飞往北京的南航CZ680航班受到匿名恐怖信息，备降兰州机场，经五个小时搜查没有发现异常，编造者被刑拘。新浪（页面存档备份，存于）

军事
- 美国和菲律宾两国军队8日开始为期10天的联合演习，菲律宾称本次军演与地区形势无关。中国新闻网（页面存档备份，存于）

社会
- 16时开始，北京地铁五号线所有电视屏幕上，都显示着蓝屏白字“王鹏你妹”四个字。北京地铁称系学员误操作。广州日报

法律法规
- 公安部修订发布了《机动车驾驶证申领和使用规定》，2013年1月1日起实施，故意挡号牌扣12分、闯红灯扣6分。新华网（页面存档备份，存于）

经济
- 欧元集团主席容克在卢森堡举行的新闻发布会上宣布，欧元区永久性救助基金——欧洲稳定机制正式生效。新华网（页面存档备份，存于）
- 奧地利專利局局長弗里德里希·羅德爾表示，2012年一年中，在歐洲範圍內提交的專利申請，歐洲人申請比率約為每百萬人提交152件申請，日本370件，韓國263件，以色列212件，美國192件，中國13件。但是於2011年，中國國家知識產權局所受理110萬件的專利申請中，其90%已為中國人申請，約等同於每百萬人約有740件專利申請比率，比上年同期增加200件。此種現象移轉至歐洲，亦是遲早的問題。經濟部（页面存档备份，存于）

## 10月9日
奖项与荣誉
- 法国科学家塞尔日·阿罗什与美国科学家戴维·瓦恩兰因“发现测量和操控单个量子系统的突破性实验方法”，获得2012年诺贝尔物理学奖。科学网（页面存档备份，存于）中央社（页面存档备份，存于）

经济
- 国际货币基金组织在东京发布最新版《世界经济展望报告》，进一步下调今明两年全球经济增长预期，显示基金组织对全球经济前景走势趋于悲观。新华网 Archive.today的存檔，存档日期2013-04-28国际货币基金组织（页面存档备份，存于）

科技
- 香港城市大學能源及環境學院助理教授李鈞瀚及他的團隊，發明「微生物處理法」能夠有效轉化廚餘，製造出甲烷用於發熱、發電，進而減輕人類對化石燃料的倚賴。中央社

医学与疾病
- 美国疾病控制与预防中心證實，境內爆發罕見真菌性腦膜炎，疫情蔓延10州，總死亡人數已來到11人，通報病例達119起。中央社

反腐
- 申请公开“表哥”杨达才工资的湖北三峡大学生刘艳峰已正式起诉陕西省财政厅以及陕西省安监局行政不作为。钱江晚报（页面存档备份，存于）新浪（页面存档备份，存于）
- 《经济观察报》总编助理王克勤9日发布微博称，原本今日云南《都市时报》A30版要推出《福建“表叔厅长”来了》。几十万份报纸已经印刷，凌晨却被跨省销毁。网易（页面存档备份，存于）

## 10月10日
奖项与荣誉
- 美国科学家罗伯特·莱夫科维茨（Robert J. Lefkowitz）和布莱恩·克比尔卡（Brian K. Kobilka）因“G蛋白偶联受体研究”获得2012年诺贝尔化学奖。科学网（页面存档备份，存于）中央社-1中央社-2

研究成果
- 英國「每日郵報」（Daily Mail）根據發表在「神經科學期刊」（Journal of Neuroscience）的報導引述，科學家發現，人類對高音產生「厭惡感」的反應來自大腦杏仁體。他們讓13名志願者聆聽各種聲音，並執行同步掃瞄，當受測者聽到最令人討厭的聲音時，會使其杏仁體發出的最大亮度。中央社

考古
- 新華社今報導，中國甘肅省慶陽市華池縣近日發現大型古生物化石，其中一顆臼齒長達近30公分、重約9公斤。專家初步判定為一古象化石，距今約260萬年。中央社

反腐
- 10月8日，新浪微博网友爆料，广州市城市管理综合执法局番禺分局政委蔡彬及其家庭成员名下拥有21处房产的“个人名下房地产登记情况查询证明”。10月10日，番禺区纪委成立调查组展开调查。据纪委初步调查，网帖反映的广州城管局番禺分局政委蔡彬及其家属拥有21套房产情况基本属实。南方都市报新华网 Archive.today的存檔，存档日期2013-04-28

## 10月11日
科技
- 日本「讀賣新聞」報導，美國哈佛大學客座講師森口尚史等人，從新型萬能細胞（iPS細胞）培育出心肌細胞，移植到6名嚴重心力衰竭病患進行治療，這是利用iPS細胞做的世界首次臨床應用案例。中央社（页面存档备份，存于）

文物
- 蘇黎世亞洲今表示，中華民國國父孫中山兩張「垂直相連錯體郵票」將於10月13日拍賣，且上述相同的錯體票，世界上只兩張。估計拍賣價為港幣450~500萬間。中央社

奖项与荣誉
- 中國作家莫言榮獲2012年諾貝爾文學獎。中央電視台於當晚「新聞聯播」，以即時插播報導此項消息，並形容其為首位獲諾貝爾文學獎之「中國籍作家」。中央社-1中央社-2
- Google贊助的「Pwnium 2」比賽，今在馬來西亞吉隆坡舉行。粉紅派（Pinkie Pie），再次找到Chrome漏洞，又抱走6萬美元獎金。中央社

反腐
- 据广州市纪委官方微博“廉洁广州”消息，有关部门根据初步调查结果，已对蔡彬停职，并作进一步调查。下一步进展情况有关部门将及时公布。新华网（页面存档备份，存于）

經濟
- 希臘統計局（Hellenic Statistical Authority）今以電郵聲明指出，7月失業率由6月修正後的24.8%增加到25.1%，締造統計局2004年開始公布這項月度數據以來最高水準。由於經濟陷入衰退泥沼，希臘企業可能繼續進行裁員。中央社
- 美國勞工部今公布「失業救濟金請領件數」的數據顯示，截至10月6日當週，下滑至33.9萬件，創下2008年2月以來最少。而彭博社共調查49名經濟師，其預估值則介於35.5萬件和37.7萬件之間。中央社

## 10月14日
- 奥地利冒险家鲍姆加特纳从距离地面39公里的高度跳伞，已经打破了自1960年以来的天际跳伞纪录。BBC中文网（页面存档备份，存于）

## 10月15日
- 瑞典皇家科学院宣布将2012年诺贝尔经济学奖授予美国经济学家阿尔文·罗思和劳埃德·沙普利。新华网（页面存档备份，存于）
- 菲律賓與摩洛伊斯蘭解放陣線簽署停火框架協議。BBC中文網（页面存档备份，存于）

## 10月16日
- 英國「每日郵報」（Daily Mail）報導，科學家表示，現代醫療保健和醫學發達，意味著72歲其實才正值壯年。中央社
- 一个欧洲天文学家团队发现了距地球最近的太阳系外行星半人馬座αBb。Nature（页面存档备份，存于）
- 英国作家希拉里·曼特尔凭借小说《死尸示众》第二次获得布克奖。新京报网

## 10月18日
- 新聞周刊宣佈將在2013年起取消印刷版，轉為網絡刊物。BBC中文網（页面存档备份，存于）

## 10月20日
- 卢森堡大公储纪尧姆与比利时女伯爵斯蒂芬妮举行婚礼。凤凰网（页面存档备份，存于）
- 英國「太陽報」（The Sun）報導，義大利最高法院已裁定，把使用手機的時間週期，與導致腦癌的「因果關係」連結，此裁定將引發新一波訴訟潮。中央社（页面存档备份，存于）

## 10月21日
- 市場觀察（MarketWatch）網站公布，全世界前10大黃金持有國家，其依序為：美國、德國、義大利、法國、中國、瑞士、俄羅斯、日本、荷蘭和印度。中央社
- 鳳凰網報導，日本副首相岡田克今在和歌山市演說時，首次公開承認中國與日本雙方在釣魚台主權問題上存在爭議。中央社（页面存档备份，存于）
- 一名中國籍男子於當晚19時許，自上海浦東機場搭乘華CI504班機飛往台灣，於飛行中途，改藏匿在機組人員休息室之天花板裡的「聯絡通道」中。由於飛機機艙在後續由臺灣飛往美國舊金山班次前的例行查驗中，並未被安檢小組查獲，而順利地被載往美國。而於美國出關時，因持有假護照被逮才爆發出此案。今日新聞（页面存档备份，存于）

## 10月22日
- 日本財務省今公布貿易統計顯示，因釣魚台爭議問題，中日關係交惡，2012年4月到9月的貿易收支已出現3兆2,190億日圓的逆差。在半年期之貿易逆差來看，目前已創新紀錄。中央社
- 義大利農牧協會（Codiretti）主席馬利尼（Sergio Marini）表示，2012年第二季的務農人口已成長10.1%，並提供出20萬的就業機會。是近年來經濟危機下，附加價值逆勢成長的行業。中央社
- 新華社報導，新疆维吾尔自治区塔城，再度發現一超大型整裝煤田「和什托洛蓋」礦區煤田，預測其儲備量達810億噸。此煤層總厚度將近60公尺，有的單煤層最厚近達20.66公尺，極適合「機械開採」。中央社
- 意大利一家法院以过失杀人罪判处6名科学家和1名政府官员6年监禁，理由是他们在2009年拉奎拉地震前做出错误预报。法国国际广播电台（页面存档备份，存于）
- 国际自行车联盟宣布剥夺身陷兴奋剂丑闻的自行车运动员兰斯·阿姆斯特朗此前获得的七个环法自行车赛冠军，并且终生禁赛。新民网（页面存档备份，存于）

## 10月23日
- 位于台湾台南市北门区的行政院卫生署新营医院北门院区发生火灾事故，事后统计，共造成13人死亡、59人受伤，是台湾医疗史上最严重的火灾。

## 10月25日
- 新加坡交通部長呂德耀今於「臉書（F.B.）」發文指出，新加坡地鐵公司（SMRT）於今晚22時，供電系統故障，致地鐵環線全線停止運作，延遲約二小時，暫恢復部分通車。中央社[永久]
- 路透社表示，瓜地馬拉考古發現「K'utz Chman」帝王陵墓，其位於瓜地馬拉西部雷塔盧洛（Retalhuleu）考古遺址「塔卡黎克阿巴」（Tak'alik Ab'aj）處。歷史學家認為，此人應為首位引進馬雅文化元素的領導者。中央社

## 10月26日
- 台风山神离开菲律宾，期间引发的各类灾害共导致27人死亡，9人失踪。中央社（页面存档备份，存于）正北方网
- 英國「每日郵報」（Daily Mail）報導，2012年「年度最常見網路密碼」排行出爐，「password」、「123456」及「12345678」依舊穩坐前3名。中央社
- 「科學」（Science）期刊，今發布最新研究報告表示，加拿大科學家首次在加拿大亞伯達省（Alberta）發現7,500萬年前「有羽毛」的恐龍化石。中央社
- 意大利米兰一家法院以税务欺诈罪判处前总理西尔维奥·贝卢斯科尼4年监禁。新浪网（页面存档备份，存于）
- 缅甸若开邦自10月21日再次暴发骚乱以来，已导致至少112人死亡，72人受伤。搜狐（页面存档备份，存于）
- 欧洲议会将2012年萨哈罗夫奖授予伊朗电影导演贾法·帕纳西和人权律师纳斯林·索托德。BBC（页面存档备份，存于）

## 10月27日
- 中国宁波上千人抗议中国石化扩大在镇海区的生产规模，宁波地区新浪微博上传图片出现困难。路透社（页面存档备份，存于）

## 10月28日
- 美国棒球：三藩市巨人擊敗底特律老虎，贏得世界大賽冠軍。星島日報
- 中国延安大学老校友、全国人大常委会原委员长李鹏同志，用自己的稿费向中国教育发展基金会捐款300万元，设立了“李鹏——延安助学基金”。延安大学

## 10月29日
灾难
- 影响加勒比地区的颶風桑迪登陆美国新泽西州大西洋城，此次飓风已造成70人死亡。另中央社「紐約」綜合外電報導，珊迪（Sandy）於晚間強襲美國東岸。之前先是在加勒比海造成至少69人死亡。之後繼續北移，強襲美國東北部、東岸中部各州及五大湖（Great Lakes）地區。當局表示，8個州至少有43~51人喪命。中新网（页面存档备份，存于）中央社-1中央社-2（页面存档备份，存于）張青暘（作家）出生

## 10月30日
娱乐
- 美国迪士尼公司宣布以40.5亿美元收购卢卡斯影业，并计划推出《星际大战》新的系列电影。腾讯网（页面存档备份，存于）

政治、經濟
- 中國國家海洋局今表示，中國海監第15、26、27、50號船編隊，今進入「釣魚台領海」執行「例行維權巡航」，並已對日本船隻實施「驅離措施」。中央社

## 10月31日
反腐
- 中国针对公民对广州“房叔”工资信息的公开申请，广州市番禺区财政局称，该申请不属于主动公开的政府信息范围。中新网（页面存档备份，存于）

政治、經濟
- 中國外交部發言人洪磊今表示，中國海監船10月30日在釣魚台「領海」進行例行巡航執法，日本應正視「釣魚島」形勢已發生「根本性變化」的現實。另北京環球時報今亦發表社評，指稱中國驅離日船，乃屬「階段性勝利」。中國國務院台灣事務辦公室發言人楊毅今表示，中國公務船會持續在釣魚台海域維權護漁，「為兩岸漁民提供幫助」。另針對臺灣漁民擔心其漁權因而遭致壓縮疑慮，認為這種擔心實屬「毫無必要」。中央社-1中央社-2
- 日本海上保安廳否認中國方面所說的「船隻遭驅離」言論。日方「產經新聞」報導，今仍有4艘中國海監船與1艘漁政船於釣魚台的鄰近海域航行。中央社

災難、經濟
- 美國已停市2天之紐約證券交易所力拼恢復，搶今日重新恢復交易。此次為交易所在歷經逾1世紀以來，首度接連兩天因為「天氣因素」而遭關閉。中央社-1（页面存档备份，存于）中央社-2